# Il Biondin
Francesco Demichelis, detto Il Biondin (Villanova Monferrato, 16 marzo 1871 – Carisio, 7 giugno 1905), è stato un brigante italiano.

## La vita
Nacque il 16 marzo 1871 a Villanova Monferrato da Maria Mangiotti, mondina, e da Giuseppe Demichelis, fornaio. Avviato al lavoro giovanissimo, divenne prima cavallante e poi conduttore di carri. Durante un trasporto notturno nella primavera del 1898 fu aggredito da un malintenzionato, che il Demichelis però affrontò e uccise. Spaventato dalle possibili reazioni — ebbe timore di essere accusato di omicidio — si diede alla macchia, prima come semplice viandante e poi, unendosi alla banda di Luigi Fiando detto il Moretto, come bandito.
Elegante, forbito, educato, amante delle feste e delle belle donne, il Biondin amava le luci e la vita delle grandi città — trascorse infatti molto tempo a Novara e Milano a godere degli agi tipici dei grossi centri — e ostentava doti da vero viveur cittadino, pur operando nelle campagne tra Biella, Robbio, Vercelli e Novara, terre di risaie e mondine. Divenuto capo della banda, si specializzò nei furti di merci dai treni fermi nelle stazioni, non disdegnando i furti in gioiellerie, da cui ricavava gli ori che spesso donava alle sue numerose amanti, e botteghe di sarti, permettendosi così abiti sempre nuovi, eccentrici e alla moda. Fuggì dalle forze dell'ordine in almeno due occasioni: la prima a Ferrera Erbognone (PV), in cui lui e il Moretto uccisero un carabiniere e una guardia campestre. La seconda a Monticello Novarese, in cui restò ferito alla testa ed in cui perse la vita proprio il suo fido compare. In seguito a questi fatti fu processato in contumacia e condannato all'ergastolo.
Dopo una breve fuga in Emilia, terra che fu del Passatore, rientrò in Piemonte dove, nascosto nei boschi della Baraggia, mise insieme una nuova banda. È probabile che in quel periodo venne a conoscenza delle gesta del Passator Cortese, tanto che in seguito si fregiò del titolo di "Passator delle risaie".

## Morte e leggenda
La sera del 7 giugno 1905, mentre insieme all'amico Cesare De Maria partecipava a una festa di mondine presso la cascina Campesio, dalle parti di Carisio, fecero irruzione alcuni carabinieri. Il Biondin si diede alla fuga, inseguito dal giovane militare Raffaele Soverini. Vistosi braccato, il bandito esplose alcuni colpi di pistola che colpirono il carabiniere a un fianco e alla mano destra. Il militare rispose al fuoco con la carabina d'ordinanza, colpendolo al petto e ponendo così fine alle gesta del Biondin.
Più tardi il Soverini dichiarò di non aver riconosciuto subito nel fuggitivo il famigerato bandito, ma di averlo creduto un banale delinquente in fuga. Il carabiniere fu premiato per il suo eroismo con tre mesi di licenza presso il suo paese natale e un encomio personale dei duchi d'Aosta. Inoltre il giornale locale La Sesia lanciò per riconoscenza una sottoscrizione in suo favore, raccogliendo in tutto 336 lire.
Come spesso accadeva, le gesta del bandito piemontese si tinsero di toni romantici. Si diceva che rubasse ai ricchi per dare ai poveri, meritandosi l'appellativo di "Robin Hood" piemontese. In realtà non esistono testimonianze che confermino tali voci, ed è probabile che il Biondin investisse tutti i proventi delle sue attività criminali in vestiti alla moda e notti brave. La sua avversione al potere padronale lo rese popolare tra i primi movimenti operai — la lotta delle mondine per le otto ore di lavoro fu una delle prime grandi lotte proletarie italiane — anche se non c'è testimonianza di una sua diretta partecipazione alle primissime lotte sindacali. Nelle sue tasche, al momento della morte, furono trovate 25,70 lire, sette anelli di scarso valore, due orologi di cui uno in argento e un cavatappi.
Su espressa richiesta dello studioso, il cranio e il cervello del bandito furono esaminati da Cesare Lombroso, che rilevò: "dalle indagini eseguite è risultata la perfetta regolarità di involucri, emisferi e sostanza cerebrale, con dati corrispondenti alla perfetta normalità, tali da non far trasparire, sotto l'aspetto biologico, alcuna anomalia che giustificasse, da parte del soggetto, la propensione all'aggressività, alla violenza e alla vita banditesca".
È considerato da alcuni dei suoi biografi come l'ultimo famoso bandito romantico dell'era contadina di fine Ottocento, prima che il banditismo e la delinquenza prendessero più sinistre strade.

## La Ballata del Biondin
Dopo la sua morte, girovaghi e cantastorie cominciarono a cantarne le gesta. La Ballata Del Biondin recitava:
All'inizio era un bravo figliolo

lavorava dall'alba al tramonto

quattro soldi da mettere in conto

per i vecchi suoi genitor

[...]

era bravo il Biondin con i poveri

e cattivo lui era coi padroni

i  suoi amici eran ladroni

e nel cuor una pietra non c'è
I passi della ballata tradizionale sono stati ricercati e ricostruiti da Giovanni Barberis e pubblicati nel volume a fumetti La Ballata del Biondin, con disegni di Clara Ferraris (Edizione Besso, Vercelli 1980).